# Кяростров
Кяростров — деревня в Приморском районе Архангельской области. Входит в состав Островного сельского поселения.

## География
Находится на Кегострове. До с. Вознесенье — 7 км.

## История
Впервые упоминается в 1419 году как Леонтьев стан. «Кар» в переводе с языка коми — «укрепленное место». Подвергалась набегам викингов.
В советское время в деревне работал колхоз «Красный Восход», закрывшийся в 1990-х годах.
По состоянию на 2015 год, в деревне было 120 домов.

## Улицы и инфраструктура
6 улиц: Пионерская, Комсомольская, Советская, Октябрьская, Свободы, Юбилейная. Есть сельский клуб, церковь Ильи Пророка.

## Население
| 2002 | 2010 | 2012 |
| ---- | ---- | ---- |
| 366  | ↘362 | ↘337 |